# جولای نقاب‌دار جنوبی
جولای نقاب‌دار جنوبی یا جولای نقاب‌دار آفریقایی گونهای از پرندگان هستند که در آفریقای جنوبی زندگی می‌کنند.جولای نقاب‌دار جنوبی در زیستگاه‌های زیادی از جمله ساوان، علفزار، جنگل، تالاب و مناطق نیمه‌بیابانی زندگی می‌کند.